# Christian W. Schenk

Christian W. Schenk, 2009.

Christian Wilhelm Schenk (* 11. November 1951 in Brașov, Volksrepublik Rumänien) ist ein deutscher Arzt, Lyriker, Essayist, Übersetzer und Verleger aus der Gruppe der Siebenbürger Sachsen.

## Leben
Christian W. Schenk wuchs in einer kleinen Bergwerkssiedlung nahe Brașov auf und wurde dreisprachig (deutsch, ungarisch und rumänisch) erzogen. Sein Vater ist Deutscher, seine Mutter Ungarin.
Ende der 1950er Jahre wagte er erste lyrische Versuche, denen 1961 die erste Veröffentlichung folgte: ein Gedicht in der Kinderzeitschrift Luminița (Bukarest) unter der Obhut des rumänischen Dichters Tudor Arghezi. Dieser war von 1959 bis 1965 sein Mentor. Sein zweiter Mentor war von 1964 bis 1969 der siebenbürgische Dichter Vasile Copilu-Cheatră.
Die Grundschule besuchte er in seiner Heimatsiedlung von 1958 bis 1962 und in Wolkendorf von 1962 bis 1966. Das Gymnasium absolvierte Schenk in Zeiden mit Unterbrechungen von 1971 bis 1973. Zwischenzeitlich schlug er sich mit Gelegenheitsarbeiten wie Filmvorführer, Weber oder Lohnarbeiter durch. 1974 holte er das Abitur nach.
1976 verließ Schenk Rumänien und wanderte nach Deutschland aus. Hier musste er in Wiehl im Oberbergischen Land erneut das Abitur ablegen, um die Hochschulzugangsberechtigung in Deutschland zu erlangen. Von 1977 bis 1980 absolvierte er zunächst in Koblenz eine Ausbildung als Zahntechniker und studierte anschließend von 1980 bis 1986 Medizin/Zahnmedizin an der Johannes Gutenberg-Universität Mainz. 1985 promovierte als Doktor in Medizin, an der gleichen Universität mit dem Thema „Zur Situation der Schwerbehinderten im Erwerbsleben“. Von 1986 bis 1988 absolvierte Schenk die Pflichtjahre für die Kassenzulassung in Lünen, ab 1988 war er in eigener Praxis, in Kastellaun tätig. Heute lebt Schenk in Boppard.
1986 protestierte Schenk als Chefredakteur der viersprachigen Zeitschrift „Rumänische Konvergenzen“, deren Chefredakteur er von 1984 bis 1986 war, gegen die als „Urbanisierungspläne“ bezeichneten Demolierungen ganzer Städte und Kulturobjekte unter dem Diktator Nicolae Ceaușescu. Daraufhin wurde er in Rumänien zur „persona non grata“ erklärt, verbunden mit dem lebenslangen Verbot, das Land zu betreten. Er schrieb und übersetzte weiter, fand allerdings nur im Westen und in der Diaspora Resonanz. Nach 1989 wurde er rehabilitiert. Er erhielt verschiedene Auszeichnungen von der damaligen Regierung, beispielsweise die Präsidentialurkunde.
Durch seine Mitgliedschaften im Verband deutscher Schriftsteller, im Rumänischen Schriftstellerverband, in der Union Mondiale des Écrivains Médecins, der American Romanian Academy of Arts and Sciences (ARA), im Rumänischen Schriftstellerverband der Ärzte, an der Akademie der Wissenschaften, Literatur und Kultur im Bihor, in der Hesperus-Gesellschaft, im Balkanromanisten-Verband und in der Süd-Ost-Europa-Gesellschaft bemüht sich Schenk seit Jahrzehnten, die Ost-West-Kulturbeziehungen zu vertiefen. Dieser Aufgabe widmet sich auch der von ihm gegründete Dionysos Literatur- und Theaterverlag (Kastellaun).
Für besondere Verdienste um die Ost-West-Kulturbeziehungen und für das eigene Schaffen wurde Schenk im Jahr 2000 von der Universitätsstadt Cluj-Napoca (Klausenburg) als Ehrenbürger und 2006 als „Ritter des danubischen Ordens“ in Galați an der Donau vorgeschlagen.

## Veröffentlichungen (Auswahl)
- Gedichte/Poezii, Verlag „P“, Mainz 1981.
- Omina, Eigenverlag, Dortmund 1987.
- Schrei der Toten, Labyrinth Verlag, Bukarest 1991, ISBN 973-607-012-3.
- Testament, Labyrinth Verlag Bukarest 1991, ISBN 973-607-009-3.
- Die Kreuzigung des letzten Wortes (Rum), Verlag Doris Bukarest, 1992, ISBN 973-95562-2-1.
- Vorbe sugrumate-n aer (In der Luft erwürgte Worte – Rum), Cogito Verlag, Oradea 1998, 2. Auflage. 1999, ISBN 973-9064-94-9.
- Poeme vechi si noi (Alte und neue Gedichte – Rum), Axa Verlag, Botoșani 2000, ISBN 973-8034-14-0.
- Colico Elegie, Cronica Verlag, Iași 2000, ISBN 973-9206-70-0.
- Eugen Richard Popof, Unsterblichkeit, Gesamtwerke Bd. I und Bd. II, Herausgeber: Christian W. Schenk, DIONYSOS – 2023 Boppard am Rhein, ISBN 978-3-7568-0938-7
- Valentin Talpalaru - Rodions Leiter, Übersetzer: Christian W. Schenk, Dionysos – 2023, ISBN 979-8-36706167-3
- Eminescu - Afinități lirice de tinerețe 1869–1874, Valentin Coșereanu, Christian W. Schenk, Editura Junimea, 2022 ISBN 978-973-37-2552-7

## Buchübersetzungen (Auswahl)
- Die schönsten Deutschen Balladen von Ludwig Uhland bis Ricarda Huch (ins Rumänische). Cartea Românească, Bukarest 1969.
- Streiflicht – Eine Auswahl zeitgenössischer rumänischer Lyrik. 81 rumänische Autoren, Verleger: Simone R. Mathatia, Dionysos Verlag 1994, ISBN 3-9803871-1-9.
- Dorin Popa: Poesis – Elf lyrische Miniaturen. Dionysos Verlag, 1996, ISBN 3-9803871-0-0.
- George Vulturescu: Augenlieder. Dionysos Verlag, 1996, ISBN 3-9803871-4-3.
- Lucian Vasiliu: Tanz der Monaden. Dionysos Verlag, 1996, ISBN 3-9803871-5-1.
- Ștefan Augustin Doinaș: Geboren in Utopia. Dionysos Verlag, 1996, ISBN 3-9803871-6-X.
- Viorela Codreanu Tiron: Fără titlu/Ohne Titel. Amanda edit, Bukarest 2011, ISBN 978-606-8041-39-1.
- Mihail Eminescu: Poezii/Gedichte. Junimea, Iași 2017, (Eminesciana bibliofil), ISBN 978-973-37-2000-3.
- Valeriu Stancu: Wortwunde (Zweite Auflage). Dionysos, 1999, 2002, 2018, ISBN 978-3-86356-165-9.
- Cassian Maria Spiridon: Mit Gedanken und mit Bildern. Dionysos, Boppard 2018, ISBN 978-1-9802-4034-1.
- Marius Chelaru: Die Ecke des Bettlers. Gedichte/Poezii (Rumänische Gegenwartslyrik, Band 21/2018), Dionysos, Boppard 2018, ISBN 978-1-9769-6278-3.
- Camelia Ioniță Mikesch: Engel mit irdenen Flügeln. Zweisprachig deutsch-rumänisch, übersetzt von Renate Müller, Hrsg. Christian W. Schenk, Dionysos, Boppard 2022, ISBN 978-3-7562-9213-4.
- Eugen Richard Popof: Unsterblichkeit. Gesamtwerke Bd. I und Bd. II, Hrsg. Christian W. Schenk, Dionysos, Boppard 2023, ISBN 978-3-7568-0938-7.
- Rumänische Lyrikanthologie - Von den Anfängen bis heute, Band I. Dionysos, Boppard 2023, ISBN 979-8-8545-5891-4.
- Rumänische Lyrikanthologie - Von den Anfängen bis heute, Band II. Dionysos, Boppard 2023, ISBN 979-8-8602-1080-6.

## In Zusammenarbeit
- Rumänische Dichter. Romania Press, Bukarest 1998, ISBN 973-97390-7-5.
- Einhundertelf Rumänische Dichter, România Press, Bukarest 2000.
- Rumänische Dichter von Eminescu bis zur Gegenwart. România Press, Bukarest 2001, ISBN 973-99696-6-6.
- Mit Francisca Ricinski-Marienfeld (Übers. u. Hrsg.)_: Abgenutzter Engel: Zehn rumänische Dichter. Dionysos, Kastellaun 2003, ISBN 3-933427-13-4.
- Mircea Petean: Anas Gedichte Dionysos, antolog. şi trad. de Herbert-Werner Mühlroth = Anthologie und Übersetzung von Herbert-Werner Mühlroth. – Floreşti: Limes; Boppard am Rhein: Dionysos, 2019, ISBN 978-606-799-349-3.
- Rumänische Dichter von Mihail Eminescu bis zur Gegenwart – Lyrikanthologie. Anthologie Liyica Orfeu. Gavril Matei Albastru in Zusammenarbeit mit Christian W. Schenk; Verlag: Log, Wien: Romania Press, 2001, ISBN 973-99696-6-6, die 3. Auflage ISBN 3-900647-22-4.
- Eminescu - Afinități lirice de tinerețe 1869–1874. Valentin Coșereanu, Christian W. Schenk, Editura Junimea, 2022, ISBN 978-973-37-2552-7.

## Auszeichnungen
- 1971: Rumänischer nationaler Debütpreis für Lyrik, [(Bukarest)]
- 1993: Jurypreis der Freien deutschsprachigen Autoren, [Duisburg]
- 1993: Der Große Preis der [Satu Mare] - Sathmar (Satu Mare/Rumänien)
- 1994: „Poesis“ Preis für Übersetzungen in rumänischer Sprache, [Satu Mare];
- 1997: Sonderpreis des internationalen Lyrik Festival [Oradea];
- 1998: Preis „Frontiera Poesis“ für die deutsche Übersetzungen, [Carei];
- 1999: BOL Jubiläumauszeichnung „Goethe Jahr“, [Weimar];
- 2000: Nationale Auszeichnung für Besondere Verdienste in der Literatur beider Länder Rumänien und Deutschland – ausgehändigt von dem Rumänischen Präsidenten [Emil Constantinescu], [Bukarest];
- 2000: Ehrenbürger der Stadt Klausenburg[1]
- 2000: Nationale „Mihai Eminescu“ Ehrenmedaille ausgehändigt von dem rumänischen Kultusminister, [Ipotești];
- 2001: Lyrikpreis der Zeitschrift „Convorbiri literare“ (Literarische Gespräche – Iaschi), [Iași];
- September 2006: Preis des rumänischen Schriftstellerverbandes, [Iași] - [Moldawien];
- 2006: „Ritter des Danubischen Ordens“ für außergewöhnliche Dienste in der Bekanntmachung und Annäherung der Ost-West-Kultur, [Galați];
- Juni 2006: Auszeichnung „Excellenz in der Literatur“ Kulturverband „Conta“, Moldawien - [Piatra Neamț];
- 2006: Auszeichnung „MAGNA CUM AMICITIAE“ für konsequenten Ost-West-Kultureinsatz (Das *rum-nat Literaturmuseum), [Bukarest];
- 2007 Excellenzdiplom – Memorial Ipotești – Nationales Forschungszentrum Mihai Eminescu
- 2007 Der rumänische Schriftstellerverband, Zweigstelle Iași, Preis für das Werk und für die deutsch-rumänischen Kulturaktivitäten.
- September 2018: Preis des rumänischen Schriftstellerverbandes
- Auszeichnung 2018: Verband der rumänischer Schriftsteller, Zweigstelle Iași,
- 2019 Auszeichnung der Zweigstelle Iași – Verband der rumänischer Schriftsteller für die Förderung von rumänischen Schriftsteller,
- 2021 Erster Preis „Feed Back“ des Kulturvereins, „Feed Back“ LITERARY EXPERIMENT MAGAZINE AWARD für Poesie, [Iași]
- 2021 (11.11), Das rumänische, Schriftsteller Verband OPERA OMNIA PREIS für das gesamte literarische Werk, Iași;
- 2022 Nominierung für den Nationalpreis des Rumänischen Schriftstellerverbandes, Târgu Jiu
- Großer Preis 2023 Vasile Voiculescu, Buzău, 14. Oktober 2023.
- 2024 Internationaler Preis „Radu Gabriel Pârvu“ beim internationalen Literaturfestival FILSTREET für herausragende Verdienste um die Förderung rumänischer Literatur im deutschsprachigen Raum.[2]